# František Zavřel (režisér)
František Zavřel, uváděn též jako Franz Zavřel (8. června 1878 Plzeň – 21. března 1915 Davos) byl český divadelní režisér, který před první světovou válkou přinesl z Německa do Česka postupy expresionistického divadla.
Narodil se v rodině plzeňského hostinského Františka Zavřela původem ze Skutče, který později provozoval svůj podnik na hlavním nádraží v Praze, a jeho manželky Žofie, rozené Hodoušové. V Praze vystudoval právo a filozofii. Od roku 1905 byl žákem Maxe Reinhardta. Později se prosadil na německých scénách (Hebbelovo divadlo, 1910, Moderní divadlo, 1911, Berlínské divadlo, 1912, Divadle na Nollendorfském náměstí, 1913, Künstlertheater v Mnichově, 1914, Německé umělecké divadlo, 1915). V roce 1914 byl pozván Divadlem na Vinohradech (na popud skupiny umělců kolem časopisu Scéna), aby zrežíroval Sullivanův muzikál Mikádo a hru Zmoudření dona Quijota Viktora Dyka. Poté dostal nabídku na režii hry Král Václav IV. z pera Arnošta Dvořáka v Národním divadle. V Intimním divadle na Smíchově (dnes Švandovo divadlo) inscenoval Wedekindovu Lulu. Smíchovská inscenace se dočkala nadšené reflexe Franze Werfela v deníku Prager Tagblatt, viděl v ní důkaz možnosti tehdy tak ojedinělé česko-německé spolupráce.
Jeho bratrancem z druhého kolene byl dramatik stejného jména, František Zavřel.